# Шіґенорі Соеджіма
Шіґенорі Соеджіма (яп. 副島 成記, кириліз.: Соеджіма Шіґенорі; нар. 24 лютого 1974, Канаґава, Японія) — японський художник-постановник персонажів, найвідоміший своєю роботою над серією рольових ігор Persona від Atlus. Після приєднання до компанії він спершу працював над другорядними проєктами, а з 2006 року — з виходом Persona 3 — став головним художником серії, перейнявши цю роль у свого наставника Кадзуми Канеко.

## Життєпис
Шіґенорі Соеджіма народився 24 лютого 1974 року в префектурі Канаґава. У дитинстві його сім’я часто переїжджала, що зробило хлопця замкнутим. Малювання стало його способом адаптації. Він почав із копіювання персонажів Doraemon і згодом зацікавився анімацією та відеоіграми, зокрема Shin Megami Tensei II, що вплинуло на його вибір професії. Після навчання в Токійській академії дизайну Соеджіма влаштувався на роботу в Atlus, де спочатку займався піксель-артом і допоміжними завданнями під керівництвом Кадзуми Канеко. Його перший великий проєкт — артдирекція та дизайн персонажів для Stella Deus, де він уперше виробив власний стиль. У 2006 році Соеджіма став головним художником серії Persona, починаючи з Persona 3, офіційно змінивши Канеко. Він свідомо не наслідував його стиль, прагнучи створювати щось нове й оригінальне для шанувальників. Надалі він працював над усіма головними частинами Persona, а також над Catherine і Metaphor: ReFantazio. Соеджіма вважається ключовою творчою силою візуального стилю сучасної Persona.

## Проєкти
| Рік  | Назва                                  | Посада                               | Примітки |
| ---- | -------------------------------------- | ------------------------------------ | -------- |
| 1995 | Shin Megami Tensei: Devil Summoner     | Піксель-арт                          | [ 8 ]    |
| 1996 | Revelations: Persona                   | Ілюстрації, катсцени                 | [ 8 ]    |
| 1997 | Devil Summoner: Soul Hackers           | Портрети персонажів, предмети        | [ 8 ]    |
| 1998 | Kartia: The Word of Fate               | Тло                                  | [ 8 ]    |
| 1999 | Persona 2: Innocent Sin                | Портрети персонажів, тло             | [ 8 ]    |
| 2000 | Persona 2: Eternal Punishment          | Портрети персонажів, тло             | [ 9 ]    |
| 2001 | Shin Megami Tensei                     | Контроль якості                      | [ 8 ]    |
| 2002 | Shin Megami Tensei II                  | Керівник                             |          |
| 2002 | Shin Megami Tensei If...               | Керівник                             |          |
| 2003 | Shin Megami Tensei III: Nocturne       | Сетинг                               | [ 8 ]    |
| 2004 | Stella Deus: The Gate of Eternity      | Художній керівник, дизайн персонажів | [ 8 ]    |
| 2004 | Haisenjyou no Aria                     | Ілюстрації                           | [ 8 ]    |
| 2006 | Persona 3                              | Художній керівник, дизайн персонажів | [ 8 ]    |
| 2007 | Persona 3 FES                          | Художній керівник, дизайн персонажів | [ 8 ]    |
| 2007 | Another Century's Episode 3: The Final | Дизайн персонажів                    | [ 8 ]    |
| 2008 | Persona: Trinity Soul                  | Дизайн персонажів                    | [ 10 ]   |
| 2008 | Persona 4                              | Художній керівник, дизайн персонажів | [ 8 ]    |
| 2009 | Persona 3 Portable                     | Художній керівник, дизайн персонажів | [ 8 ]    |
| 2009 | Momoiro Taisen Pairon                  | Дизайн персонажів                    | [ 8 ]    |
| 2011 | Catherine                              | Художній керівник, дизайн персонажів | [ 11 ]   |
| 2012 | Persona 4 Golden                       | Художній керівник, дизайн персонажів | [ 12 ]   |
| 2012 | Persona 4 Arena                        | Художній керівник, дизайн персонажів | [ 13 ]   |
| 2013 | Persona 4 Arena Ultimax                | Художній керівник, дизайн персонажів | [ 13 ]   |
| 2014 | Persona Q: Shadow of the Labyrinth     | Художній керівник, дизайн персонажів | [ 14 ]   |
| 2015 | Persona 4: Dancing All Night           | Художній керівник, дизайн персонажів | [ 15 ]   |
| 2016 | Persona 5                              | Дизайн персонажів                    | [ 16 ]   |
| 2018 | Persona 3: Dancing in Moonlight        | Дизайн персонажів                    | [ 17 ]   |
| 2018 | Persona 5: Dancing in Starlight        | Дизайн персонажів                    | [ 17 ]   |
| 2019 | Catherine: Full Body                   | Дизайн персонажів                    | [ 18 ]   |
| 2019 | Persona 5 Royal                        | Дизайн персонажів                    | [ 19 ]   |
| 2019 | Sakura Wars                            | Дизайн персонажів (Хакушу Мурасаме)  | [ 20 ]   |
| 2020 | Persona 5 Strikers                     | Дизайн персонажів                    | [ 21 ]   |
| 2024 | Metaphor: ReFantazio                   | Дизайн персонажів                    | [ 22 ]   |
| 2025 | Persona 5: The Phantom X               | Дизайн головного героя               | [ 23 ]   |